# Ромо, Тони
Антонио Рамиро Ромо (англ. Antonio Ramiro Romo; род. 21 апреля 1980, Сан-Диего, Калифорния) — игрок в американский футбол, на позиции квотербека. Дебютировал в Национальной футбольной лиге в 2006 году. Выступал за команду «Даллас Ковбойз».
28 мая 2011 года женился на Кэндис Кроуфорд, сестре актера Чейса Кроуфорда. У пары трое сыновей: Хокинс Кроуфорд Ромо (р. 9 апреля 2012), Риверс Ромо (р. 18 марта 2014) и Джонс МакКой Ромо (р. 23 августа 2017).
Комментатор на CBS. В феврале 2020 года Ромо продлил контракт как минимум до 2022 года, при этом сеть, как сообщается, выплачивала ему 17 миллионов долларов в год, что сделало Ромо одним из самых высокооплачиваемых сотрудников в области спортивных трансляций и «самым высокооплачиваемым аналитиком НФЛ в истории телевидении».